# Liste der Straßen in Essen-Fulerum
Die Liste der Straßen in Essen-Fulerum beschreibt das Straßensystem im Essener Stadtteil Fulerum mit den entsprechenden historischen Bezügen.

## Überblick
In Fulerum leben 3300 Einwohner (30. September 2022) auf einer Fläche von 1,57 km². Der Stadtteil zählt zum Stadtbezirk III Essen-West. Fulerum bildet zusammen mit Haarzopf und der Margarethenhöhe den Postleitzahlenbezirk 45149.
Der Stadtteil wird, im Norden beginnend, im Uhrzeigersinn folgendermaßen begrenzt:
 Borbecker Mühlenbach zu Frohnhausen, Kesselbach zur Margarethenhöhe, Oberscheidtstraße, Schlingmannsweg und Harscheidweg zu Haarzopf, Scheidtstraße, Am Scheidtbusch, Waterloostraße, Humboldtstraße und Wienenbuschstraße zu den Mülheimer Stadtteilen Heißen-Heimaterde und Heißen-Fulerum.
In Fulerum gibt es 19 benannte Verkehrsflächen, darunter keinen Platz. Davon befinden sich fünf Straßen nur teilweise im Stadtteil:
 Der Schlingmannsweg und der Harscheidweg bilden die Grenze zu Haarzopf, die Fulerumer Straße, die Straße Stubertal und die Humboldtstraße werden dort fortgesetzt. In ihrem weiteren Verlauf bildet die Humboldtstraße teilweise die Grenze zu Mülheim-Heißen, die Straße Am Scheidtbusch wird dort fortgeführt.
Durch Fulerum verläuft auf der Fulerumer Straße die Landesstraße 64.

## Liste der Straßen
Die nachfolgende Tabelle gibt eine Übersicht über die vorhandenen Straßen und Wege im Stadtteil sowie einige dazugehörige Informationen.
- Name: aktuelle Bezeichnung der Straße.
- Länge/Maße in Metern:
 Die in der Übersicht enthaltenen Längenangaben sind gerundete Übersichtswerte, die in Google Earth mit dem dortigen Maßstab ermittelt wurden. Sie dienen Vergleichszwecken und werden, sofern amtliche Werte bekannt sind, ausgetauscht und gesondert gekennzeichnet.
 Der Zusatz (im Stadtteil) gibt an, dass die Länge die des Straßenabschnitts innerhalb des Stadtteils ist, da die Straße in benachbarte Stadtteile weitergeführt wird.
- Herleitung: Ursprung oder Bezug des Namens
- Datum der Benennung: amtliche Erstbenennung
- Anmerkungen: zusätzliche Informationen
- Bild: Foto der Straße oder eines anliegenden Objekts

| Name               | Länge/Maße (in Metern) | Herleitung                                                | Datum der Benennung | Bemerkungen | Bild                                                    |
| ------------------ | ---------------------- | --------------------------------------------------------- | ------------------- | --- | ------------------------------------------------------- |
| Am Ehrenfriedhof   | 400                    | Ehrenfriedhof auf dem Südwestfriedhof Essen               | 15. Juli 1957       | Der Ehrenfriedhof wurde 1915 angelegt und um 1939 wesentlich erweitert. Hier liegen 1270 Soldaten und 1160 bei Bombenangriffen getötete Zivilisten begraben, zusätzlich 690 ausländische Kriegsgefangene. Die Bronzeplastik Trauer von Joseph Enseling stellt ein gemeinsames Ehrenmal für alle Toten dar. Die Straße Am Ehrenfriedhof führt von der Fulerumer Straße im Süden am Südwestfriedhof und damit am Ehrenfriedhof vorbei und ist daher nach diesem benannt. Bis 1957 war sie Teil der Lührmannstraße, die durch das Nachtigallental getrennt die Verlängerung auf der Margarethenhöhe bildet.                                 | Ehrenfriedhof auf dem Südwestfriedhof                   |
| Am Scheidtbusch    | 350 (im Stadtteil)     | Wald des Hofs Scheidt                                     | 14. Aug. 1933       | Um 1828 ist der Scheidtbusch als zum Hof Scheidt gehöriges Waldstück erwähnt, das rund 37 Morgen groß war. Nach diesem Flurstück wurde 1933 die Straße Am Scheidtbusch als Verbindung zwischen der Waterloostraße in Mülheim an der Ruhr-Fulerum (heute Teil von Mülheim-Heißen) und der Scheidtstraße genannt. |                                                         |
| Auf der Heide      | 130                    | Auf der Heide, Flurname                                   | 12. Sep. 2006       | Auf der Heide ist eine Wohnsiedlung, die bogenförmig an der Fulerumer Straße liegt. Ursprünglich sollte sie der Fulerumer Straße zugeordnet werden, aber die Bürgerschaft sprach sich dafür aus, den Namen des ehemaligen Flurstücks Auf der Heide zu verwenden. Dafür sprach, dass Flurnamen bäuerliches Gedankengut darstellen und der Name in späteren Generationen Erinnerung an die ursprüngliche Nutzung des Gebiets sein kann. Zudem passt der Name zu umliegenden Straßennamen im benachbarten nördlichen Haarzopf, wie Auf´m Keller und Auf´m Gartenstück.                                                                      |                                                         |
| Beekmannstraße     | 600                    | Hof Beekmann, altes Bauerngut                             | 16. Sep. 1910       | Der Hof Spieckermann wurde später auch Hof Beekmann genannt, als Hermann Beekmann, wie 1867 belegt, Eigentümer des Hofs war. Die Beekmannstraße führt von der Humboldtstraße westlich am Beekmannshof vorbei nach Mülheim-Heißen, wo sie als Kleiststraße fortgesetzt wird. | Hof Beekmann                                            |
| Ehrenaue           | 400                    | Bezug zum Ehrenfriedhof auf dem Südwestfriedhof Essen     | 5. Juni 1934        | Der Name Ehrenaue bezieht sich auf den benachbarten Ehrenfriedhof. Die Straße Ehrenaue verbindet bogenförmig den Schlingmannsweg mit der Straße Am Ehrenfriedhof. |                                                         |
| Fulerumer Straße   | 1400 im Stadtteil      | benannt nach Fulerum selbst                               | 1. Okt. 1920        | Nach der Eingemeindung des östlichen Teils der ehemaligen Bauernschaft Fulerum, die bis dahin zur Bürgermeisterei Heißen gehörte, wurde die alte Bülowstraße 1920 Fulerumer Straße genannt. Damit wurde die bisherige Fulerumer Straße in Essen-Altendorf zur Mendener Straße. Die Fulerumer Straße bildet die Hauptstraße des Stadtteils, beginnt in Haarzopf und durchquert Fulerum. Im Norden wird sie in Frohnhausen als Wickenburgstraße fortgesetzt. | Eingangsbereich Südwestfriedhof an der Fulerumer Straße |
| Harscheidweg       | 600 im Stadtteil       | Am Harscheid, Flurname                                    | 10. Mai 1914        | Im Flurbuch von 1826 ist der Name Am Haarscheid für eine Flur belegt, 1866 dann Am Harscheid. Nach dieser Flurbezeichnung wurde 1914 der Name Harscheidweg für die Verbindung von Haarzopf zur Humboldtstraße gewählt. Die Straße bildet zwischen Auf'm Keller (in Haarzopf) und der Humboldtstraße die Grenze zwischen Haarzopf und Fulerum. |                                                         |
| Heimatdank         | 600                    | Heimatdank, Baugenossenschaft                             | 1. Okt. 1920        | Die Baugenossenschaft Heimatdank ist eine 1919 gegründete Wohnbaugenossenschaft, die an dieser Straße die Siedlung Heimatdank für heimkehrende Soldaten errichtete. Die Straße Heimatdank zweigt vom Mecklenbecksweg ab und verläuft in südlicher Richtung parallel zur Fulerumer Straße. |                                                         |
| Hobirkheide        | 300                    | Hof Hobirk, altes Bauerngut                               | 5. Juni 1934        | Nach der amtlichen Begründung ist die Straße Hobirkheide nach dem Hof Hobirk benannt, der allerdings zwischen Haarzopf und Schuir lag. Warum man für diesen Namen eine Straße in Fulerum wählte, ist nicht bekannt. Die Straße Hobirkheide ist eine bogenförmige Verbindung zwischen dem Schlingmannsweg und der Straße Am Ehrenfriedhof. |                                                         |
| Humboldtstraße     | 2900 (im Stadtteil)    | Zeche Humboldt                                            | 21. Nov. 1911       | Die Humboldtstraße, die in Haarzopf beginnt, Fulerum durchquert und an der Stadtgrenze zu Mülheim an der Ruhr am Humboldtring endet, ist nach der Zeche Humboldt benannt, die ihren Namen ihrerseits nach Alexander von Humboldt trägt. Sie ist 1869 aus der Konsolidierung der Felder Hammelsbeck, Sonderwerk, Hoppenkuhle, Rettelstruckerstollen, Gitzkiel, Robert, Adele und Vereinigte Drei entstanden. 1929 wurde die Förderung in der Zeche Humboldt eingestellt und die Grubenfelder wurden durch die Zeche Rosenblumendelle abgebaut. An der Humboldtstraße befand sich zwischen 1944 und 1945 das KZ-Außenlager Humboldtstraße. | Gedenktafel an das KZ-Außenlager an der Humboldtstraße  |
| Mecklenbecksweg    | 350                    | Heinrich Mecklenbeck, Landwirt auf dem Kotten Hammelsbeck | 1. Okt. 1920        | Heinrich Mecklenbeck kaufte 1894 den Kotten Hammelsbeck und veräußerte ihn 1918 an die Stadt Essen. Der Mecklenbecksweg ist eine Stichstraße zur Wienenbuschstraße im Norden Fuleruns. |                                                         |
| Oberscheidtstraße  | 650                    | Hof Oberscheidt, altes Bauerngut                          | 16. Sep. 1910       | Der Hof Oberscheidt wird 1423 in Lehnsprotokollen des Stifts Essen als op dem Overschede genannt, gehörte zunächst der Gertrudiskirche in Essen und ging in der Reformation an die lutherische Gemeinde über. 1909 wurde der Hof Eigentum der Stadt Essen, die hier den Südwestfriedhof anlegte. Die Oberscheidtstraße führt von der Straße Am Ehrenfriedhof bis zum Tommesweg in Haarzopf. Bis 1910 hieß sie Bülowstraße. |                                                         |
| Regenbogenweg      | 500                    | Zeche Regenbogen                                          | 21. Jan. 1965       | Das Bergwerk Regenbogen in Fulerum wurde 1862 mit der Zeche Hammelsbeck zusammengeschlossen und trug seitdem den Namen Hammelsbeck. 1869 wurde die Zeche Hammelsbeck mit mehreren anderen Bergwerken zur Zeche Humboldt konsolidiert. Der Regenbogenweg bildet eine östliche Stichstraße zur Humboldtstraße, parallel zu Sonderwerk- und Spieckermannstraße. | Wohnhäuser am Regenbogenweg                             |
| Scheidtstraße      | 850                    | Hof Scheidt, altes Bauerngut                              | 16. Sep. 1910       | Der Hof Scheidt war ein Leibgewinngut der Abtei Maria Sael in Saarn, heute Stadtteil von Mülheim an der Ruhr. 1910 wurde die ehemalige Friesenstraße in Scheidtstraße umbenannt, die von der Beekmannstraße nordwärts zur Humboldtstraße führt. | Scheidtstraße                                           |
| Schlingmannsweg    | 410                    | Schlingmann, Grundbesitzer                                | 10. Mai 1915        | Die Schlingmanns waren Haarzopfer Grundeigentümer. In der Mutterrolle von 1866 ist der Tagelöhner Hermann Schlingmann als Besitzer eines Grundstückes an der späteren Humboldtstraße 239 genannt, dass 82 Ar und 18 Quadratmeter Größe besaß. Der Schlingmannsweg zweigt südöstlich der Humboldtstraße ab und führt zur Straße Stubertal, nach der er als Sackgasse endet. |                                                         |
| Sonderwerkstraße   | 170                    | Zeche Sonderwerk                                          | 21. Jan. 1965       | Die Zeche Sonderwerk wurde 1847 mit den Bergwerken Hammelsbeck, Hoppenkuhle, Sonnenschein und Klefflappen zur Zeche Humboldt vereinigt. Nach dieser Zeche wurde 1965 die östliche Stichstraße zur Humboldtstraße benannt. |                                                         |
| Spieckermannstraße | 210                    | Spieckermannshof, altes Bauerngut                         | 21. Jan. 1965       | Das Spieckermannsgut war ein Hof in Fulerum, der zum Werdener Sadelhof Rhade gehörte. 1830 gelangte er in den Besitz der Familie Beekmann und wird seitdem Beekmannshof genannt. Die Spieckermannstraße ist eine östliche Stichstraße zur Humboldtstraße parallel zur Sonderwerkstraße und zum Regenbogenweg. |                                                         |
| Stubertal          | 460 (im Stadtteil)     | Stubertal, Flurname                                       | 5. Juni 1934        | In einer Karte des Stifts Werden von 1582 wird der Flurname Stubertal genannt, der 1934 auf diese Straße übertragen wurde, die bogenförmig den Schlingmannsweg und die Straße Am Ehrenfriedhof verbindet. 1972 wurde die Verbindung zwischen Schlingmannsweg und Fulerumer Straße auf Haarzopfer Gebiet der Straße Stubertal zugeordnet. |                                                         |
| Wienenbuschstraße  | 600                    | Wienenbusch, Flurname                                     | 16. Sep. 1910       | 1826 wird als Besitz des Johann aufm Scheidt der Wienenbusch erwähnt. Nach diesem Flurnamen wurde 1910 die ehemalige Kantstraße in Wienenbuschstraße umbenannt. Sie verbindet im Norden des Stadtteils die Fulerumer Straße mit der Humboldtstraße. |                                                         |

## Liste ehemaliger Straßennamen
Die Liste ehemaliger Straßennamen erhebt keinen Anspruch auf Vollständigkeit.
| Name           | von           | bis           | umbenannt in (aktuell)                                         | Herleitung | Bemerkungen |
| -------------- | ------------- | ------------- | -------------------------------------------------------------- | --- | --- |
| Bülowstraße    | vor 1902      | 1. Okt. 1920  | aufgeteilt zwischen → Fulerumer Straße und → Oberscheidtstraße | Bernhard von Bülow, 1849–1929, deutscher Politiker                                                                                   | 1910 wurde das Stück der Bülowstraße, das südöstlich nach Haarzopf führt, als Oberscheidtstraße abgetrennt. 1920 wurde auch die Hauptstraße nach Frohnhausen umbenannt und erhielt den Namen Fulerumer Straße.                                                           |
| Friesenstraße  | vor 1907      | 16. Sep. 1910 | → Scheidtstraße                                                | | |
| Kantstraße     |               | 16. Sep. 1910 | → Wienenbuschstraße                                            | | |
| Lührmannstraße | 30. Sep. 1935 | 15. Juli 1957 | → Am Ehrenfriedhof                                             | Edmund Lührmann, 1845–1909, Gründer der Edmund-Lührmann-Stiftung, die ein Erholungsheim für Nervenkranke in Rüttenscheid finanzierte | 1935 wurde die Stichstraße zur Fulerumer Straße am Südwestfriedhof der Lührmannstraße zugeordnet, die die Verlängerung auf der anderen Seite des Nachtigallentals in Margarethenhöhe und Rüttenscheid bildet. 1957 wurde dieser westliche Teil Am Ehrenfriedhof genannt. |